# Direct-coupled transistor logic

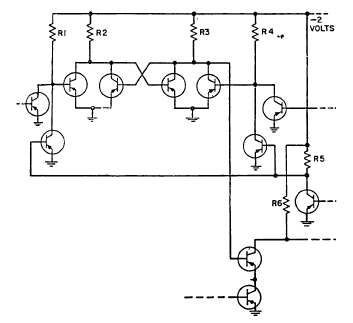
レプラコーンコンピューターの Direct-coupler transistor logic (DCTL) 回路

Direct-coupled transistor logic (DCTL) は、Resistor-transistor logic (RTL)に似ている。
しかし、入力トランジスタのベースは、ベース抵抗を伴っておらず、コレクタ出力へ直接接続されている。
その結果として、DCTLゲートは、少ない部品で構成され、より経済的であり、そしてRTLゲートよりも集積回路上に構築することが容易であった。
残念なことにDCTLは、信号レベルが小さく、グランドノイズに反応しやすく、そして相性の良いトランジスタ特性を要求した。
DCTL内部のトランジスタは、過剰に駆動される。そのことは出力トランジスタの飽和電圧（コレクタ-エミッタ間の抵抗成分によって生じるわずかな電圧差）を縮小するという利点があった。
しかし、ベース内に溜まった大量の電荷が原因で回路の速度は低下した。
ゲートのファンアウトは、"電流ホギング"が原因で制限があった。
もしもトランジスタのベース-エミッタ間電圧(VBE)が良く一致していないのであれば、ベース-エミッタ間電圧が低いトランジスタにほとんどの入力駆動電流が流れてしまって、他の入力トランジスタはターンオンに失敗することになる。
DCTLは、論理回路単位で可能な限り少ない部品点数であり、可能な限り最も単純なデジタル論理回路ファミリーと言えるかもしれない。
類似の論理回路ファミリーである Direct-coupled transistor-transistor logic (DCTTL) は、エミッタ結合論理(ECL)よりも高速である。
J・トーケル・ウォールマークとサンフォード・M・マーカスは、JFETを使ったDCTLを説明した。
それは、Direct-coupled unipolar transistor logic (DCUTL)と命名された。
二人は、JFETを使った集積回路として、多種多様で複雑な論理機能を発表した。その中に Complementary memory circuits  も含まれている。